# Смычка (Волгоградская область)
Смычка — хутор в Палласовском районе Волгоградской области, в составе Савинского сельского поселения.
Хутор расположен на левом берегу реки Торгун, напротив посёлка Лисуново, в 6 км северо-восточнее села Савинка.

## История
На карте АССР немцев Поволжья 1934 года населённый пункт обозначен как коммуна Смычка. До 1941 года — хутор относился к Палласовскому кантону АССР немцев Поволжья.
28 августа 1941 года был издан Указ Президиума ВС СССР о переселении немцев, проживающих в районах Поволжья. Немецкое население АССР немцев Поволжья было депортировано. После ликвидации АССР, хутор, как и другие населённые пункты Палласовского кантона, был включён в состав Волгоградской области.
По состоянию на 1952 год хутор Сымчка относился к Бурсинскому сельсовету Палласовского района. В 1954 году населённый пункт включён в состав Савинского сельсовета (центр — село Савинка).

## Население
Динамика численности населения по годам:
| 1987 | 2002 |
| ---- | ---- |
| ≈350 | 309  |

| 2010 |
| ---- |
| 271  |